# Magtadskillelse
 Der er for få eller ingen kildehenvisninger i denne artikel, hvilket er et problem. Du kan hjælpe ved at angive troværdige kilder til de påstande, som fremføres i artiklen.

Magtadskillelse eller magtdeling er navne for idéen om, at magten i en stat forfatningsmæssigt skal deles mellem to eller flere (mere eller mindre) uafhængige magtpoler, for at disse skal opveje og kontrollere hinanden og sikre, at en person eller gruppe ikke får for meget magt.
Montesquieu omtaler i sit værk De l'esprit des lois fra 1748 magtens tredeling, hvor magten er opdelt i en udøvende magt (monarken eller en præsident, der gennem en regering leder den offentlige forvaltning, herunder politi, militær, skattevæsen osv.), en lovgivende magt (parlament, i Danmark Folketinget) og en dømmende magt (domstolene).
Den lovgivende magt kaldes også den legislative magt; mens den udøvende magt også betegnes den eksekutive magt; og den dømmende magt kaldes også den judikative magt.

## Oprindelse
Aristoteles var en af de første til at foreslå idéen om opdelte beføjelser.[kilde mangler] I det 17. århundrede blev magtadskillelseslæren blandt andet defineret af John Locke i sit værk Two Treatises of Civil Government fra 1690. Her opstiller han tre magter; den lovgivende, udøvende og den føderative magt, dvs en magt der "råder over krig og fred og forbund og alle overenskomsterne med alle de personer og fællesskaber, der står uden for den påkaldende stat". Den føderative magt og den eksekutive magt skal ifølge Locke lægges i de samme hænder, ellers vil der være risiko for borgerkrig mellem disse to statsmagter. Lockes tanker om magtadskillelseslæren stammede fra hans erfaring med politiske stridigheder og følgende borgerkrig i 1600-tallets England.
Når man taler om magtdeling som begreb tænker man imidlertid som hovedregel på Montesquieu, som i sit værk De l'esprit des lois fra 1748 beskriver magtadskillelseslæren i sit kapitel om Statsforfatningen i England. Montesquieu var bl.a. inspireret af Lockes tanker. 
Begge filosoffer fokuserer stærkt på en adskillelsen mellem domsafsigelsen og domsfuldbyrdelsen, hvilket sandsynligvis er på grund af erfaringer fra deres samtid, hvor magthavere brugte straffeprocesser mod politiske modstandere. De er også begge overordnet optagede af, at der er en klar magtadskillelse i staten, således at den lovgivende magt udelukkende giver love, men overlader udøvelsen og administrationen af dem til andre. Det vil sige det system, som man på engelsk kalder "rule of law" (retssamfund).
Denne tredeling af magten havde stor indflydelse på Den franske revolution og på strukturen i USA efter uafhængighedserklæringen.
Princippet om checks and balances (dansk gensidig kontrol og balance), der ofte anvendes til at beskrive magtdelingen, stammer fra James Madison[kilde mangler]. Princippet fortæller, at én myndighed har mulighed for at kontrollere en anden myndighed og mulighed for at anvende sin magt til at begrænse andre myndigheders magt[kilde mangler].

## Magtadskillelse i Danmark

### Magtens tredeling
I Danmark er der på det statslige niveau en opdeling mellem den lovgivende magt (principielt Folketinget og statsoverhovedet, det vil sige regeringen, i forening), den udøvende magt (statsoverhovedet, det vil sige regeringen, og underorganer) og den dømmende magt (domstolene); det fremgår af Grundloven § 3.
Det er værd at bemærke, at den udøvende magt er en del af den lovgivende magt, og at regeringen principielt kan blokere for lovforslag. Dette lever ikke helt op til Montesquieus ideal om en skarp adskillelse. Imidlertid har Danmarks regeringer generelt set været enten flerparti-regeringer eller mindretals-regeringer (og som regel begge dele), hvilket medfører at den lovgivende magt alligevel har muligheden for at kontrollere den udøvende. Ofte har kontrollen bestået i, at et flertal udenom den siddende regering pålægger regeringen at føre en specifik politik (fodnotepolitikken er et eksempel), eller mere vidtrækkende gennem pressionsmidlet motiveret dagsorden (også kaldet mistillidsvotum), ifølge hvilket en siddende minister (gælder også statsministeren) aldrig kan blive siddende imod et flertal i Folketingets ønske. Det følger af Grundlovens § 15, stk. 2, at et mistillidsvotum mod statsministeren betyder hele regeringens afgang.
Dommere i Danmark udnævnes uafhængigt af den udøvende og lovgivende magt.
Som adskilt statsmagt er det meget vigtigt for domstolene, at dommere er både personligt og materielt uafhængige. Dette sikres fundamentalt i Grundlovens § 64:
Dommerne har i deres kald alene at rette sig efter loven. De kan ikke afsættes uden ved dom, ej heller forflyttes mod deres ønske, uden for de tilfælde, hvor en omordning af domstolene finder sted. Dog kan den dommer, der er fyldt sit 65. år, afskediges, men uden tab af indtægter indtil det tidspunkt, til hvilket han skulle være afskediget på grund af alder.
Dommere kan kun afskediges ved dom, dvs. af deres kolleger ved Den Særlige Klageret.
Det har af flere statsretsforfattere været anført, at der i Danmark ikke er en egentlig magtadskillelse, men nærmere en magtfordeling mellem den udøvende, lovgivende og dømmende magt. Begrundelsen herfor er, at der mellem de øverste statsorganer er et stort indbyrdes samspil, og at der opdelingen i de tre funktioner ikke er helt udtømmende og til tider ikke helt præcis. Desuden er funktionerne ikke entydigt opdelt, som det ellers kunne fremstå ud fra Grundlovens § 3, og der er ikke noget til hinder for personsammenfald på tværs af organerne. Det sidste ses således ved, at ministre som oftest også er medlemmer af Folketinget, og at dommere kan have funktionerne i forvaltningen, især som formænd for diverse råd og nævn.

### Kritik
Repræsentanter for domstolene kritiserer med jævne mellemrum Folketinget for at overskride magtdelingen[kilde mangler]. Nyere eksempler kan være Rockerloven, der øger domstolenes mulighed for at straffe personer med tilhørsforhold til et specifikt miljø[kilde mangler], eller Tvindloven, der også gav særlige beføjelser. I sagen om Tvindloven endte Højesteret med at kende loven ugyldig, da den i praksis var en retlig afgørelse, og dermed lå under den dømmende magts kompetenceområde[kilde mangler].
Siden er det blevet almindeligt accepteret inden for den juridiske teori, at domstolene har ret til at kontrollere og evt. at underkende lovgivning, der kommer fra Folketinget, såfremt domstolene finder den grundlovsstridig[kilde mangler].

### Pressen
Pressen omtales af og til som den fjerde statsmagt i demokratiet, idet pressen fører en uformel kontrol af de tre førstnævnte magter og kan have stor indflydelse på befolkningens holdning til enkeltsager eller til den siddende regering i almindelighed[kilde mangler]. En nødvendig forudsætning for en fri presse er ytringsfrihed. Pressen blev første gang karakteriseret således i slutningen af 1700-tallet af Edmund Burke.

### Folketingets Ombudsmand
Ombudsmanden, der udpeges af Folketinget, men i sit arbejde er uafhængig, har til opgave at kontrollere den udøvende magt med fokus på at sikre borgernes retsstilling.[kilde mangler] Folketingets Ombudsmand har en uafhængig kontrolfunktion af den udøvende magt og kan selv beslutte, hvilke sager, han ønsker at undersøge. Folketingets ombudsmand har en klar "checks"-funktion, idet ombudsmanden kan afkræve offentlige myndigheder dokumenter, sagsakter og så videre, og har adgang til samtlige lokaler på ethvert offentligt tjenestested. Endvidere har ombudsmanden en vis "balance"-funktion, idet han kan indkalde personer til retten og afkræve myndigheder udtalelser.
Ombudsmandens afgørelser er altid vejledende, men tillægges i reglen stor vægt.[kilde mangler]

## Den Europæiske Union
EU er en supranational politisk entitet, og er hverken et land eller et forbund. Den politiske magt i EU adskilles i unionens institutioner. Der findes syv institutioner i EU:
- EU-Rådet – udøvende og lovgivende
- EU-Kommissionen – udøvende, lovgivende og kvasi-dømmende
- Det Europæiske Råd – udøvende
- Den Europæiske Revisionsret – revision
- EU-Domstolen og Retten i Første Instans – dømmende
- EU-Parlamentet – lovgivende